# Augustine United Church
Pour les articles homonymes, voir Augustine.

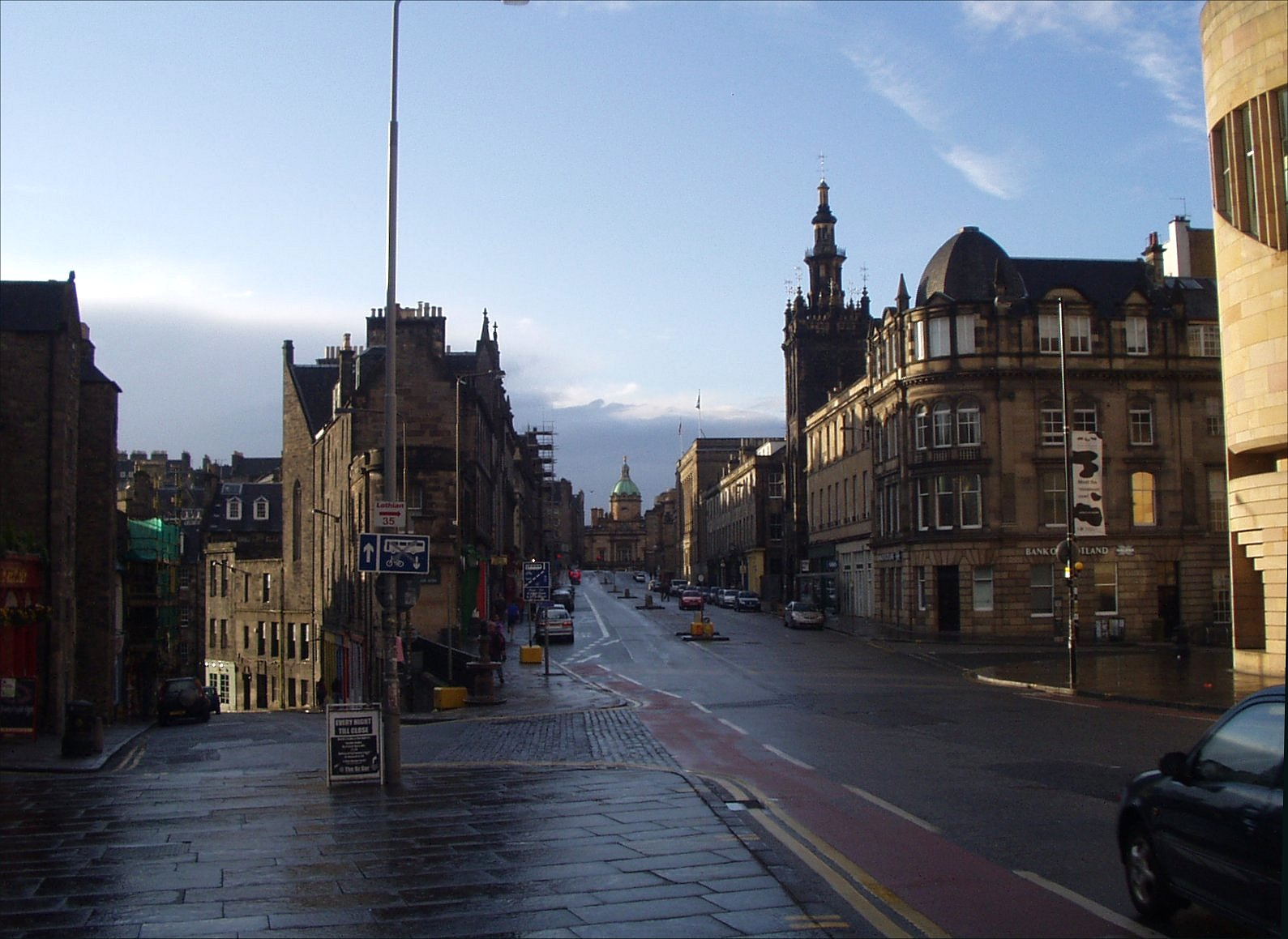
Vue le long du pont George IV, avec la tour de l'église à droite

Augustine United Church est une église réformée unie à Édimbourg, en Écosse. Il s'agit d'un partenariat œcuménique local avec St Columba's-by-the-Castle (église épiscopalienne écossaise) et Greyfriars Tolbooth et Highland Kirk (église d'Écosse). 

## Histoire
La congrégation a débuté en 1802 dans la vieille ville d'Édimbourg et avait une chapelle sur Chambers Street. La congrégation est devenue trop grande pour la chapelle et, en 1855, elle a été démolie pour faire place au Industrial Museum of Scotland. L'édifice actuel du 41, George IV Bridge a été inauguré en 1857 et achevé en 1861. Son architecture est un mélange libre de caractéristiques romanes, Renaissance et classiques surmontées d'une tour à trois niveaux. Elle est devenue un bâtiment classé de catégorie B en 1970.  Le bâtiment a récemment été rénové et modernisé et s'appelle maintenant le Augustine Church Center. 